# Хутынский монастырь
Варлаа́мо-Ху́тынский Спа́со-Преображе́нский монасты́рь — женский (ранее — мужской) монастырь Новгородской епархии Русской православной церкви, расположенный на правом берегу реки Волхов, на северной окраине деревни Хутынь, в 7 км от Великого Новгорода и 3 км (по прямой) от Кречевиц. Основан в 1192 году преподобным Варлаамом Хутынским.

## История
Согласно народному преданию, место это находилось во власти нечистой силы и называлось «Ху́тынь», то есть худое место. Здесь уединился для молитвы монах Варлаам (в миру Алекса Михалевич). Однажды к нему прибыл князь Ярослав. Варлаам, благословляя его, сказал «будь здоров, князь, и с благородным сыном твоим». Это приветствие изумило князя, не знавшего ещё о рождении младенца (это было в 1190 году). Срубив келью и одержав победу над нечистой силой, он поставил сначала деревянный, а затем каменный храм во имя Преображения Господня (церковь Спаса на Хутыни). Церковь была освящена 6 августа 1192 года архиепископом Григорием. Храм не сохранился. В 1515 году был построен Спасо-Преображенский собор.
В 1471 году в Хутынский монастырь приехал Иоанн Васильевич Третий, дабы поклониться святым мощам, и, по легенде, стал выпытывать у игумена, почему не вскрывают раки, чтобы все могли прикладываться ко святым мощам. Когда по его повелению стали раскапывать могилу преподобного Варлаама, из земли вырвался огненный столб, опаливший стену и южную дверь иконостаса. Великий князь в ужасе побежал из церкви, ударяя посохом в землю, причём из земли выходил огонь не только в церкви, но и в монастыре. Бросив посох, великий князь в большом страхе покинул монастырь. Этот посох и опалённая дверь алтаря хранились в монастырской ризнице.
В 1553—1557 годах игуменом монастыря был крупный агиограф и самый видный распевщик новгородской школы XVI века Маркелл Безбородый.
В 1611 году монастырь стал резиденцией командования шведов, напавших на Великий Новгород.
Настоятелями Хутынского монастыря с середины XVIII века были викарии Новгородской епархии, носившие титул Кексгольмских и Ладожских (1759—1763), Старорусских (1787—1892), Кирилловских (1892—1907), Тихвинских (1907—1921).
В Спасо-Преображенском соборе захоронен прах поэта Гавриила Державина и его супруги Дарьи. Державин скончался в 1816 году в имении «Званка». Гроб с телом покойного доставили в монастырь на барже по Волхову. В монастырском соборе погребены также архиепископ Антоний (Знаменский), епископ Старорусский Сильвестр (Цветков) и епископ Кирилловский Арсений (Иващенко).
Монастырь был закрыт в 1925 году, но до 1932 года в монастырском соборе ещё совершались богослужения. Титул архиепископа Хутынского носил Алексий (Симанский); в соборе в 1930—1932 годах пел и читал на клиросе будущий архимандрит Павел (Груздев).
Во время Великой Отечественной войны монастырь был разрушен и более 40 лет оставался в руинах. Пострадала и могила Державина. В 1959 году состоялось перезахоронение останков поэта и его жены в Новгородском Детинце. В 1993 году, в связи с 250-летием поэта, его останки были возвращены в монастырь.
С 20 апреля 1994 года — действующий женский монастырь. Настоятельница — игуменья Алексия (Симдянкина). На январь 2012 года в монастыре проживали более 100 сестёр, есть подворье в деревне Быково Валдайского района.

## Настоятели
Игумены:
1. Варлаам Хутынский (1192);
2. Антоний Дымский (1193);
3. Варлаам (1207);
4. Арсений (1230);
5. Исидор (1243);
6. Ксенофонт (1262);
7. Иоанн (1388);
8. Закхей;
9. Иосиф;
10. Тарасий (1440);
11. Леонтий (1460);
12. Нафанаил (1471, 1476);
13. Герман (1479);
14. Сергей (1508—1516);
15. Никифор (1517—1524);
16. Александр;
17. Феодосий (1531—1542);
18. Паисий Козлятев (1551);
19. Феогност;
20. Гурий Коровин (1552);
21. Мартирий (1555);
22. Маркелл Безбородый (1555);
23. Филофей (1556—1560, 1567);
24. Варлаам (1571, 1572);
25. Дионисий (1577—1581);
26. Сильвестр (1584—1591);
27. Аркадий (1595—1598);
28. Иоиль;
29. Трифон (1601—1609);
30. Иоанникий Мальцов (1890, 1891)[3].

Архимандриты:
1. Пафнутий;
2. Киприан (Старорусенников) (1609—1620);
3. Варлаам (1621, 1624);
4. Феодосий (1624);
5. Феодорит (1629, 1635);
6. Рафаил (1636, 1637);
7. Пахомий (1638—1641);
8. Евфимий (1642, 1646);
9. Варлаам (1648—1652);
10. Софроний (1652, 1653);
11. Евфимий (1653—1657);
12. Тихон (1658—1660);
13. Дионисий (1661, 1662);
14. Корнилий (1662—1664);
15. Иосиф (1664—1672);
16. Пахомий (1673, 1674);
17. Макарий (1674—1678);
18. Геласий (1679—1682);
19. Евфимий (1683—1689);
20. Макарий (1690—1695);
21. Иов (1698);
22. Тихон (1699—1704);
23. Феодосий (Яновский) (1704—1712);
24. Вениамин (1712—1737);
25. Гавриил (Воронов) (1738—1740);
26. Венедикт;
27. Ефрем;
28. Трифилий (1747);
29. Дамаскин (Аскаронский) (1747—1751);
30. Сильвестр (1755);
31. Иоасаф (Миткевич) (1756—1758);
32. Иоанн (Никитин) (1763—1764);
33. Антоний (Феофанов) (1764—1767);
34. Лаврентий (Баранович) (1767—1774);
35. Тарасий (Вербицкий) (1774—1775);
36. Арсений (Бузановский) (1775—1782);
37. Феофил (Раев) (1782—1788).

Архиереи:
1. Парфений (Сопковский) (1759—1761);
2. Тихон Задонский (1761—1763);
3. Иннокентий (Нечаев) (1763);
4. Афанасий (Вольховский) (1788—1795);
5. Досифей (Ильин) (1795—1798);
6. Арсений (Москвин, Василий) (1798—1799);
7. Антоний (Знаменский) (1799—1802);
8. Михаил (Десницкий) (1802—1803);
9. Евгений (Болховитинов) (1804—1808);
10. Антоний (Соколов) (1808—1810);
11. Иоасаф (Сретенский) (1810—1813);
12. Мефодий (Пишнячевский) (1813—1816);
13. Амвросий (Орнатский) (1816—1819);
14. Дамаскин (Россов) (1819—1821);
15. Сильвестр (Цветков) (1821—1823);
16. Моисей (Богданов-Платонов-Антипов) (1824—1827);
17. Игнатий (Семенов) (1828);
18. Тимофей (Котлеров-Вещезеров) (1828—1834);
19. Анастасий (Ключарёв) (1834—1837);
20. Феодотий (Озеров) (1837—1842);
21. Иустин (Михайлов) (1842);
22. Леонид (Зарецкий) (1843—1850);
23. Нафанаил (Савченко) (1850);
24. Антоний (Шокотов) (1850—1853);
25. Антоний (Павлинский) (1853—1854);
26. Иоанникий (Горский) (1855—1856);
27. Платон (Фивейский) (1856);
28. Евфимий (Беликов) (1856—1860);
29. Феофилакт (Губин) (1860—1862);
30. Герасим (Добросердов) (1863—1864);
31. Аполлос (Беляев) (1864—1866);
32. Серафим (Протопопов) (1866—1869);
33. Феоктист (Попов) (1869—1874);
34. Никодим (Белокуров) (1875—1876);
35. Варсонофий (Охотин) (1876—1882);
36. Анастасий (Добрадин) (1882—1888);
37. Владимир (Богоявленский) (1888—1891);
38. Антоний (Соколов) (1891—1892);
39. Назарий (Кириллов) (1893);
40. Арсений (Иващенко) (1893—1903);
41. Феодосий (Феодосиев) (1903—1907);
42. Андроник (Никольский) (1908—1913);
43. Алексий (Симанский) (1913—1920).

## Галерея

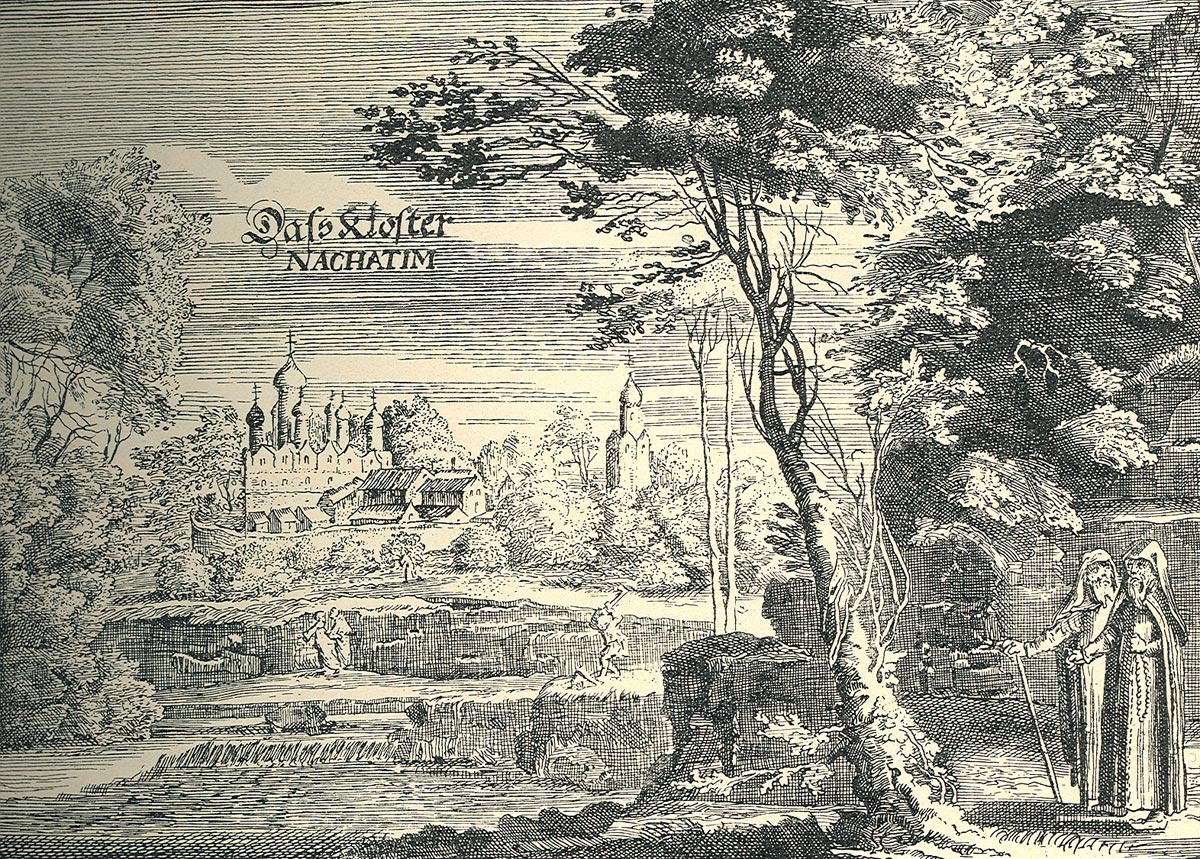
Середина XVII века
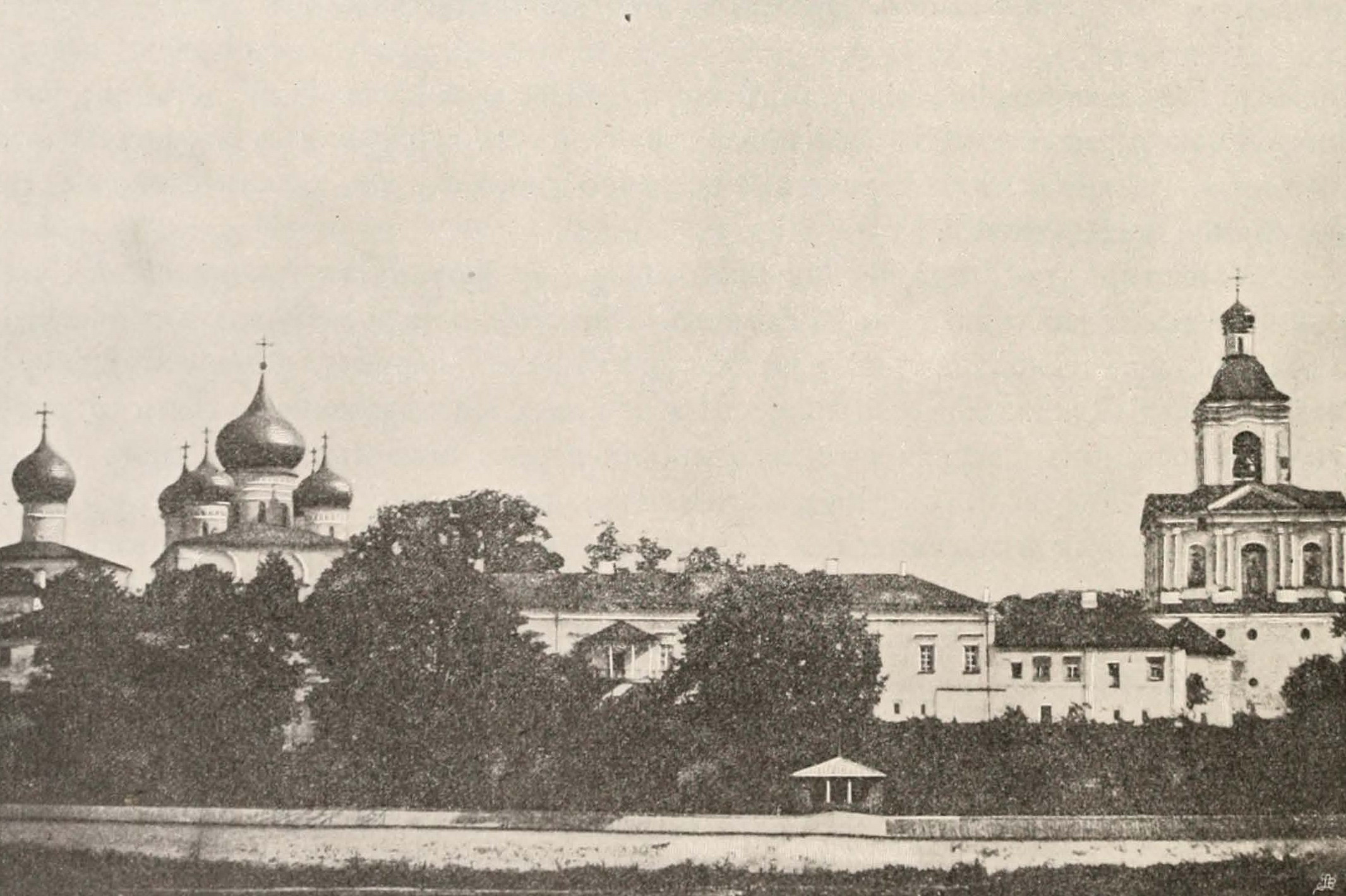
XIX век
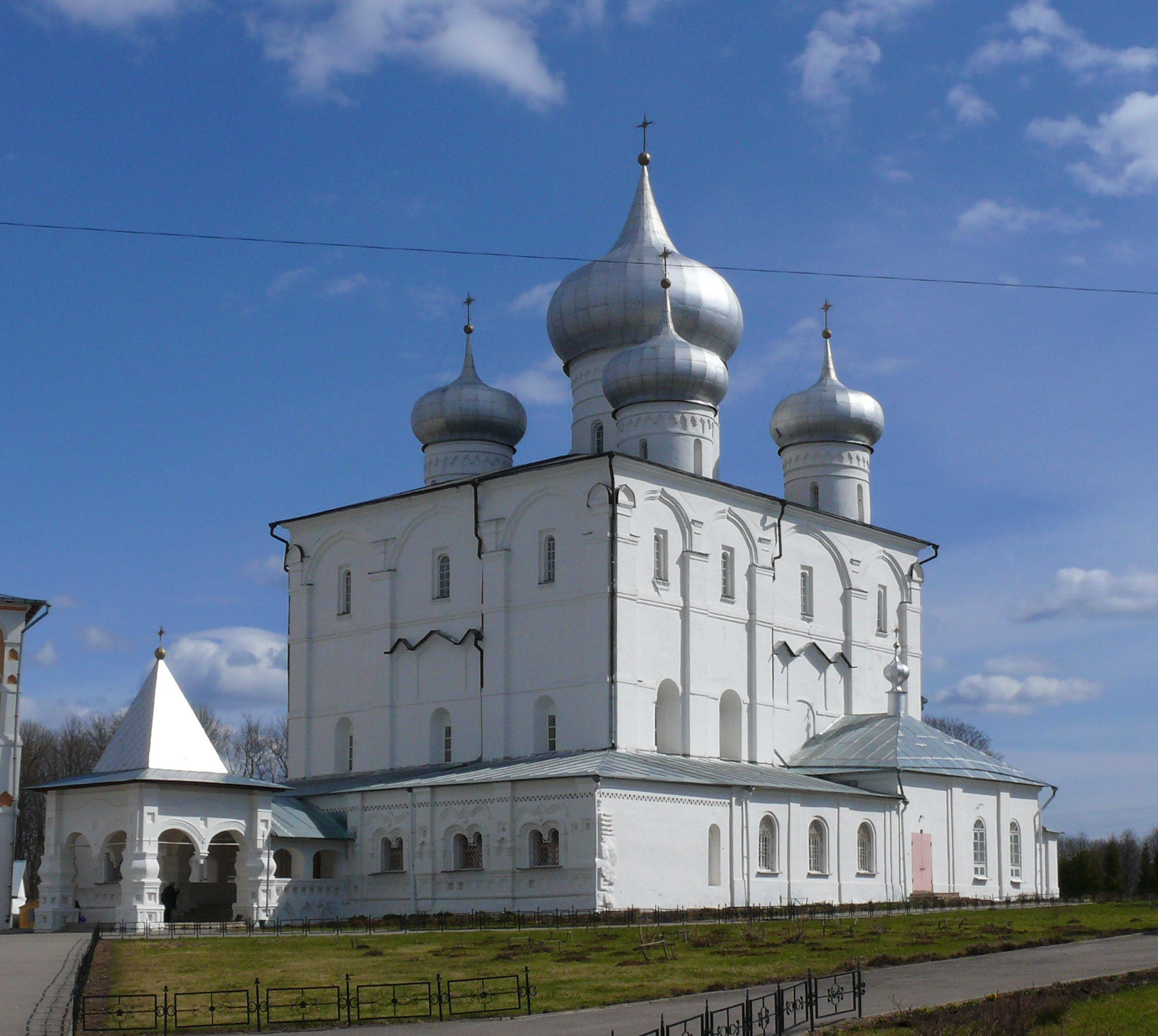
Спасо-Преображенский собор
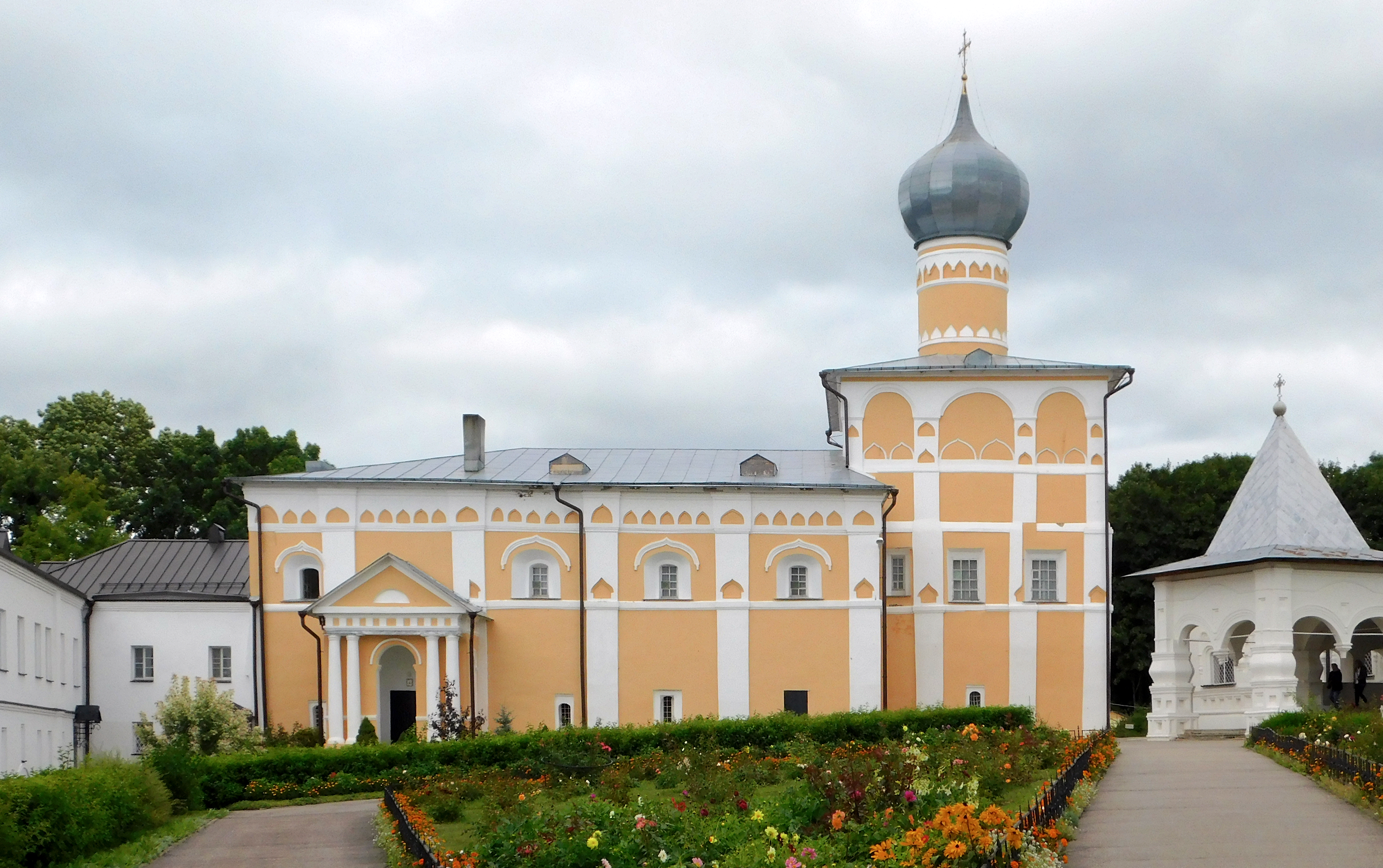
Церковь преп. Варлаама Хутынского
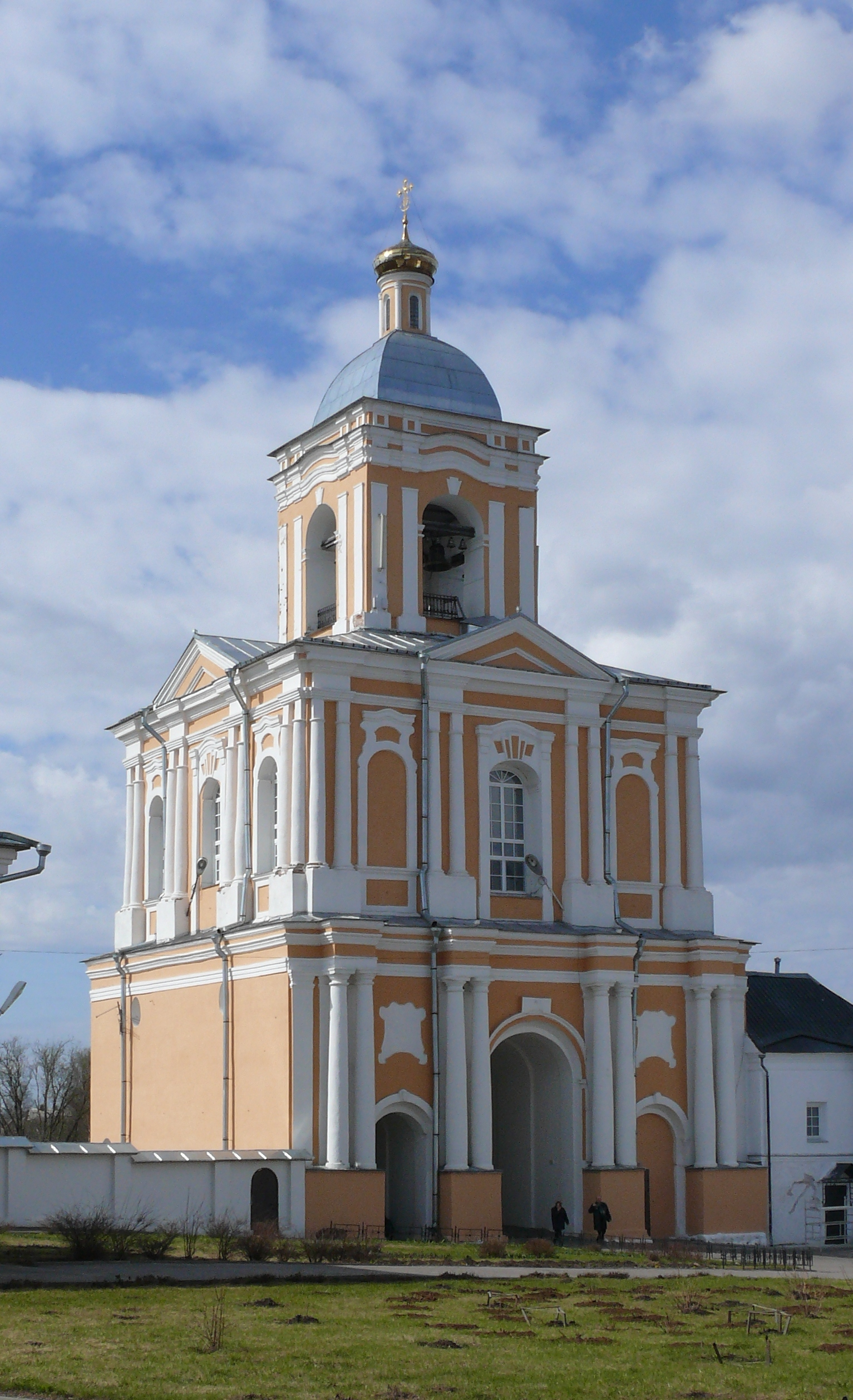
Колокольня
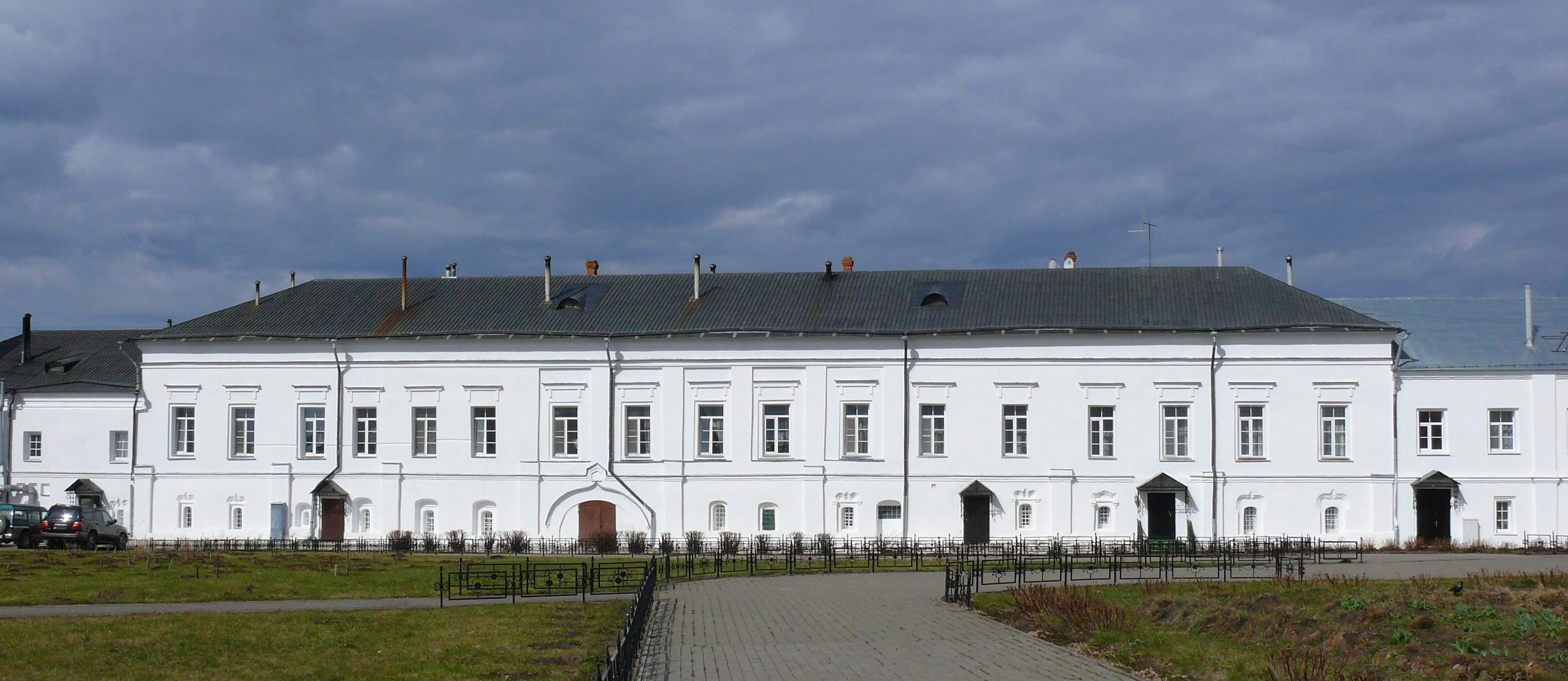
Сестринский корпус
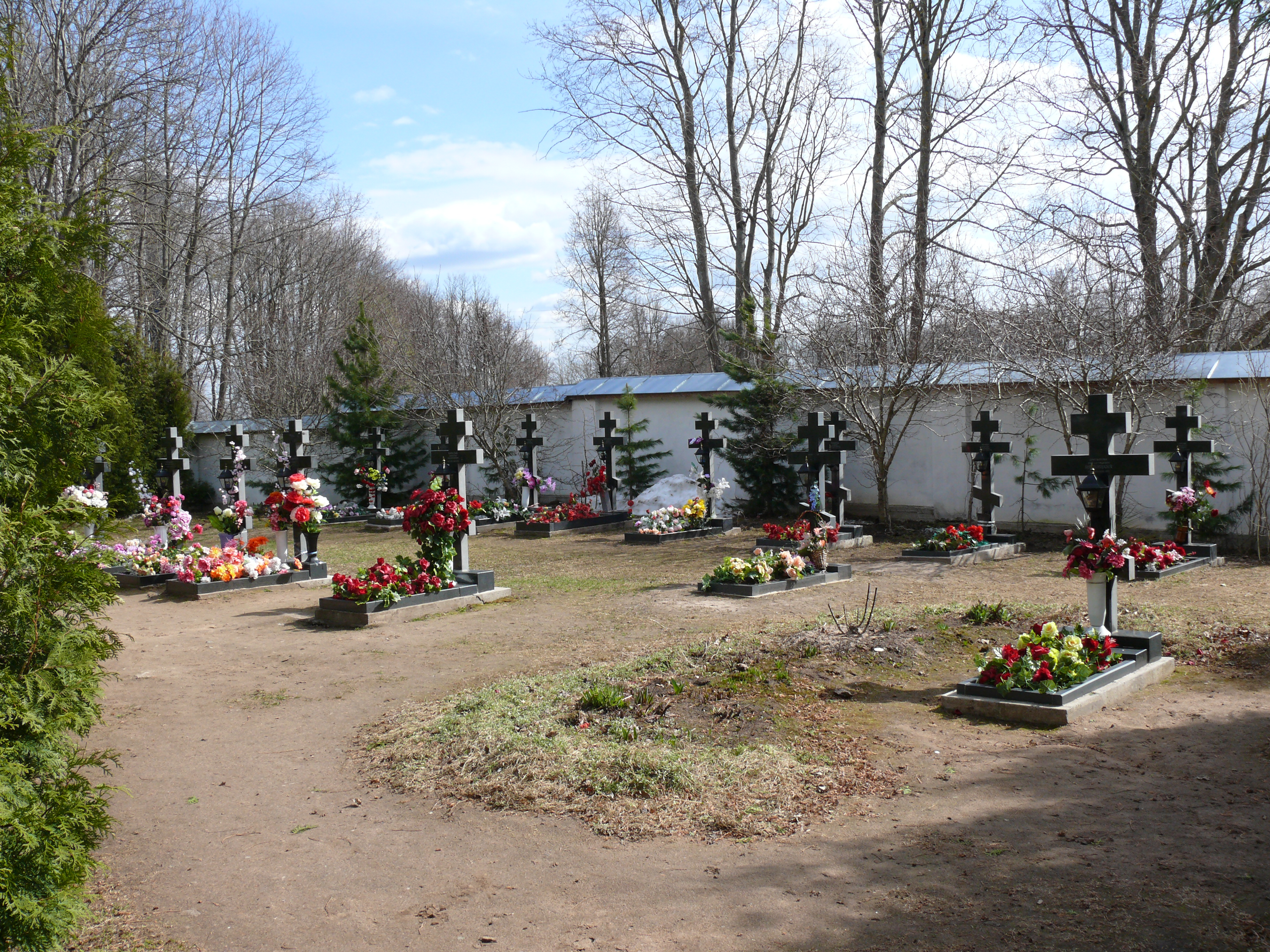
Монастырское кладбище
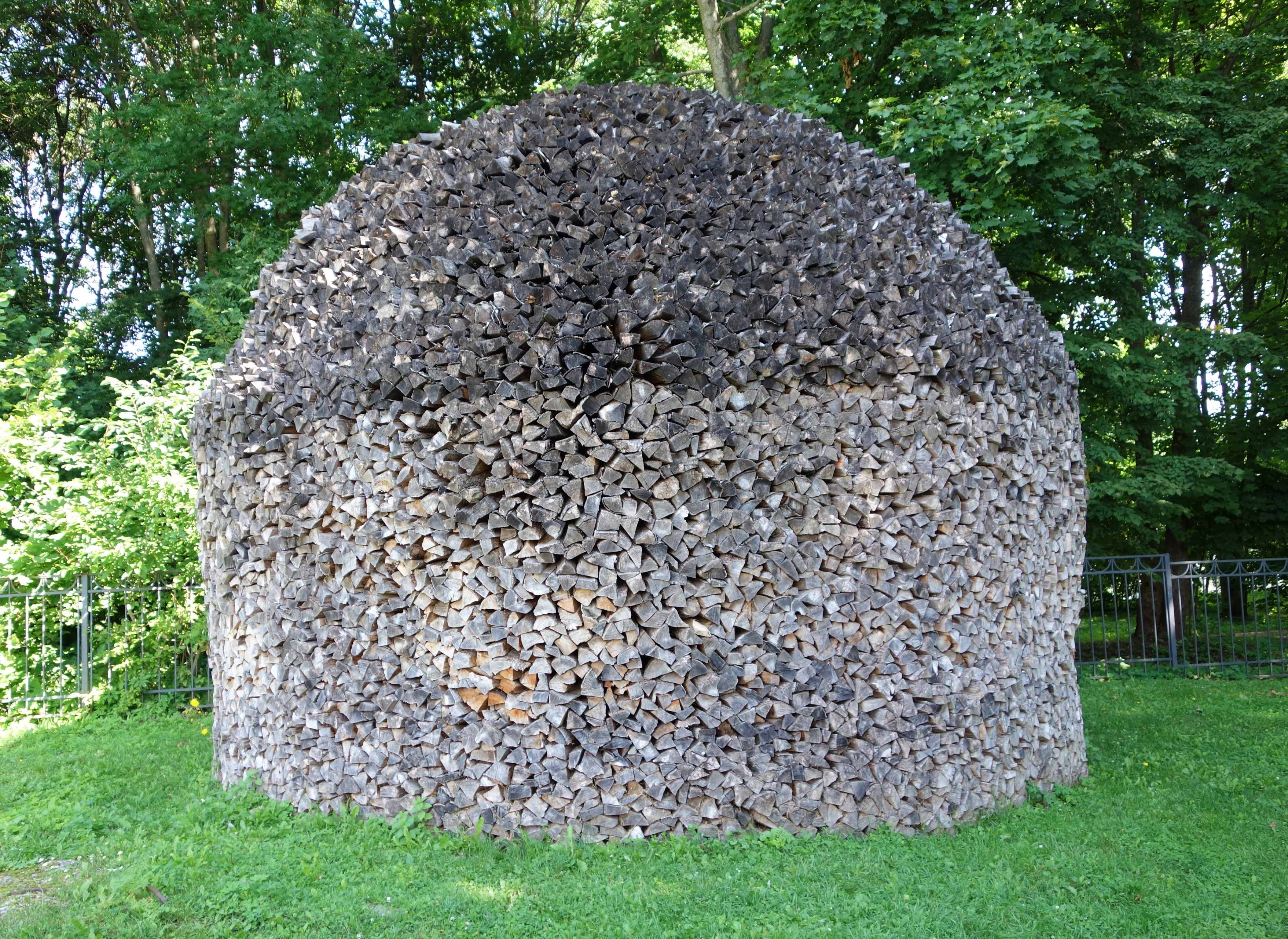
Поленица дров